# MC・トラブル
MC・トラブル（エムシートラブル、英語: MC Trouble、1970年7月30日 - 1991年6月4日）は、アメリカ合衆国のラッパー。本名はラターシャ・シェロン・ロジャース（LaTasha Sheron Rogers）。モータウン・レコードと契約した最初の女性ラッパーであり、1990年5月25日に発表されたザ・グッド・ガールズをフィーチャーした『（アイ・ワナ）メイク・ユー・マイン』でマイナー・ヒットを記録し、ホット・ラップ・シングルズ・チャートで15位となった。アルバム『ゴッタ・ゲット・ア・トリップ』のタイトルトラックはセカンドシングルとして1990年9月14日に発表され、『ゴッタ・ゲット・ア・トリップ』はハードコア・ラップとR&Bが混合した作品であった。

## 死去
セカンドアルバムを収録中の1991年6月4日、ロサンゼルスの友人の家で脳腫瘍の合併症によるてんかんの発作の後心不全を起こし、就寝中に死去した。生まれつきてんかんを患っており、発作を防ぐために治療を受けていた。享年20。ア・トライブ・コールド・クエストのファイフ・ドーグは『ザ・ロー・エンド・セオリー』のシングル『バイブス・アンド・スタッフ』でMCトラブルに賛辞を送っている。フリースタイル・フェローシップのP.E.A.C.E.はアルバム『トゥ・ウーム・イット・メイ・コンサーン...』の『デディケイション』で賛辞を送った。ボーイズIIメンは『イッツ・ソー・ハード・トゥ・セイ・グッドバイ・トゥ・イェスタデイ』のミュージックビデオをMCトラブルに捧げた。イングルウッド・パーク墓地に埋葬されている。

## ディスコグラフィ
- ハイローラーズ・ガール・EP（1988年）
- ゴッタ・ゲット・ア・グリップ（1990年）

遺作となった『ビッグ・オール・ジャズ』は1991年秋、ハウス・パーティー・2のサウンドトラックに収録されている。